# Sabelio
Sabelio (lat.: Sabellius, fl. ca. 215) fue un sacerdote y teólogo cristiano del siglo III que enseñó en Roma. 
Tal vez fuera originario de Libia. Basilio y otros lo presentan como natural de la Pentápolis libia, pero según Dionisio de Alejandría (ca. 260) esto parece basarse en el hecho de que Pentápolis fue un lugar donde las enseñanzas que compartía Sabelio prosperaron. Lamentablemente, actualmente no contamos con copias de los escritos de Sabelio.
Sabelio, con el fin de no debilitar la monarquía divina (unidad), enseñó que el mismo y único Dios se manifestaba y operaba en tres modos distintos, por lo que era ‘‘Padre’’ en el Antiguo Testamento, ‘‘Hijo’’ en la encarnación y ‘‘Espíritu Santo’’ en Pentecostés. Esta teología se alinea con el ya conocido ‘‘modalismo’’, y fue condenado hacia el 220 por el papa Calixto. El éxito de la enseñanza de Sabelio fue tal que, en las polémicas trinitarias posteriores, el nombre de ‘‘sabelianismo’’ se aplicaba casi indistintamente para todo tipo de modalismo.